# ムラヴァルヅァリ
ムラヴァルヅァリ（グルジア語: მრავალძალი、グルジア語ラテン翻字: Mravaldzali）は、ジョージアのラチャ＝レチフミおよびクヴェモ・スヴァネティ州オニ地区にある村落。標高は1,777メートルから1791メートル。ラチャ山脈の北斜面に位置し、リオニ川の南側、オニ市の南西約10 キロメートルにある。ラチャ地方の典型的な山村で、急勾配の地形と高地気候を特徴とする。
村内には、11世紀に建立されたムラヴァルヅァリ聖堂があることで知られている。

## 歴史
この村の旧称はムティスカルタ（グルジア語: მთისკალთა、グルジア語ラテン翻字: Mtiskalta）であり、文献に初めて登場するのは18世紀のことである。村の名前である「ムラヴァルヅァリ」（多くの力）は、オスマン帝国軍がこの地に侵攻した際、霧の中で道に迷った兵士たちが村の聖堂に祈ると霧が晴れた、という伝説に由来する。
村にある聖堂は、歴史的に重要な役割を果たしてきた。ジャラールッディーンの兜やアッバース1世の剣といった歴史的価値の高い品々が保存されている。1894年には、この聖堂にドーム構造と鐘塔が増築された。1991年に発生したラチャ地震では、村は大きな被害を受け、聖堂も大きく損傷した。また、かつて村にあった学校もこの地震で破壊された。損傷した聖堂は、2009年に修復作業が完了した。

## 人口
国勢調査による人口は、次の通り
| 年   | 人口 | 男性 | 女性 | 出典  |
| ---- | ---- | ---- | ---- | ----- |
| 2002 | 19   | 7    | 12   | [ 4 ] |
| 2014 | 7    | 4    | 3    | [ 2 ] |

## 交通と開発
オニ地区が2023年11月に発表した「Tourism Sector Investment Profile」では、ムラヴァルヅァリ村はラチャ地方の「特に注目すべき観光地」に選ばれ、アンブロラウリからのアクセス道路が改修されて絶景を楽しめるルートとして整備されたことが報告されている。さらに村は「四季型リゾート地」として開発候補地に指定され、国や自治体、国際企業による観光インフラの大規模整備が進められている。